# ガレリウスの凱旋門

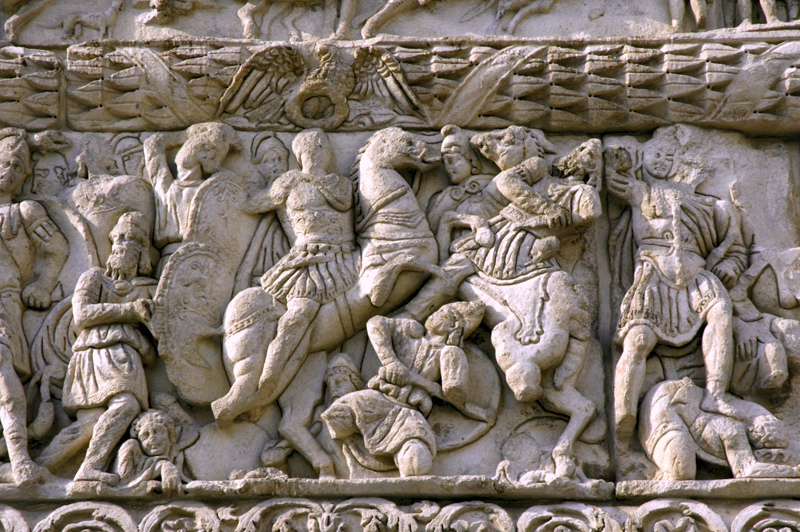
大理石の浮彫（ナルセ1世と戦うガレリウス）

ガレリウスの凱旋門（ギリシア語: Αψίδα του Γαλερίου，英語: Arch of Galerius）はギリシャのテッサロニキにある凱旋門。4世紀初頭のローマ皇帝（凱旋門建設当時は東方副帝）であったガレリウスがテッサロニキに宮殿や霊廟（ロトンダ）と共に整備した施設のひとつで、この3つの施設は凱旋門を中心として北東から南西に伸びる通り（現在のデミトリオス・ゴウナリ通）で一直線に結ばれていた。また、それらの施設の中央に位置するガレリウスの凱旋門は、皇帝の権力を象徴するものでもあった。凱旋門はレンガ造りで、表面に大理石を張り付けた構造となっており、サーサーン朝ペルシアに対する勝利を記念する浮彫で飾られていた。現在、凱旋門の一部が残存しているのみである。通例カマラ(Καμάρα/アーチ)と呼ばれる。
凱旋門は298年から299年に掛けて建設され、298年に首都クテシフォンを攻め落としたことにより、サーサーン朝ペルシアに勝利したガレリウスを記念するために、303年に落成された。8本の柱により支えられ、3つのアーチ型通路を持つ形式の凱旋門は、レンガの間にコンクリートを流し込んだコア部分の外面に浮彫のある大理石板を貼りつけた形状である。中央のアーチは幅9.7m、高さ12.5mで、その両横の2つのアーチは幅4.8m、高さ6.5mである。中央のアーチをローマ時代の都市の中央大通りであったエグナティア通り（Εγνατία）が突き抜けており、この通りはデュッラキウムからビュザンティオンを結ぶローマ帝国の主要街道であるエグナティア街道の一部であった。
現在、北西部分の3本の柱のみが残存し、特に中央アーチ部分の両端の柱には浮彫の施された大理石板も残っている。それ以外の部分はすべて失われてしまっているが、遺跡を保存するために、凱旋門のコア部分のレンガは新たに追加され補強されている。

## 現地へのアクセス
- ギリシャ国鉄 テッサロニキ新駅の南東2.2km
- カマラ（Καμάρα）バス停から100m以内